# Uscia mexicana
Uscia mexicana is een mosdiertjessoort uit de familie van de Watersiporidae. De wetenschappelijke naam van de soort is voor het eerst geldig gepubliceerd in 1969 door William C. Banta.